# 라이트 노벨 완전독본
《라이트 노벨 완전독본》(일본어: ライトノベル完全読本 -かんぜんどくほん[*])은 닛케이 BP사가 발행하고 있는 라이트 노벨의 가이드 북이다.

## 반향
이 도서가 출판된 이후 일반 언론계에서도 라이트 노벨이란 단어 자주 등장하게 하였으며 일반적으로 널리 알려진 용어가 되었다.

## 단행본 목록
- 라이트 노벨 완전독본 ISBN 4822217043　2004년 8월 1일 발행
- 라이트 노벨 완전독본 Vol.2 ISBN 4822217086　2005년 1월 1일 발행
- 라이트 노벨 완전독본 Vol.3 ISBN 4822217140　2005년 12월 발행

## 같이 보기
- 이 라이트 노벨이 대단해!
- 라이트 노벨 데이터 북